# Yasuke
Yasuke (弥助 o 弥介?) fue un sirviente de origen africanoque sirvió como kashin (家臣?   , vasallo) y koshō al daimio japonés Oda Nobunaga a mediados del siglo XVI.

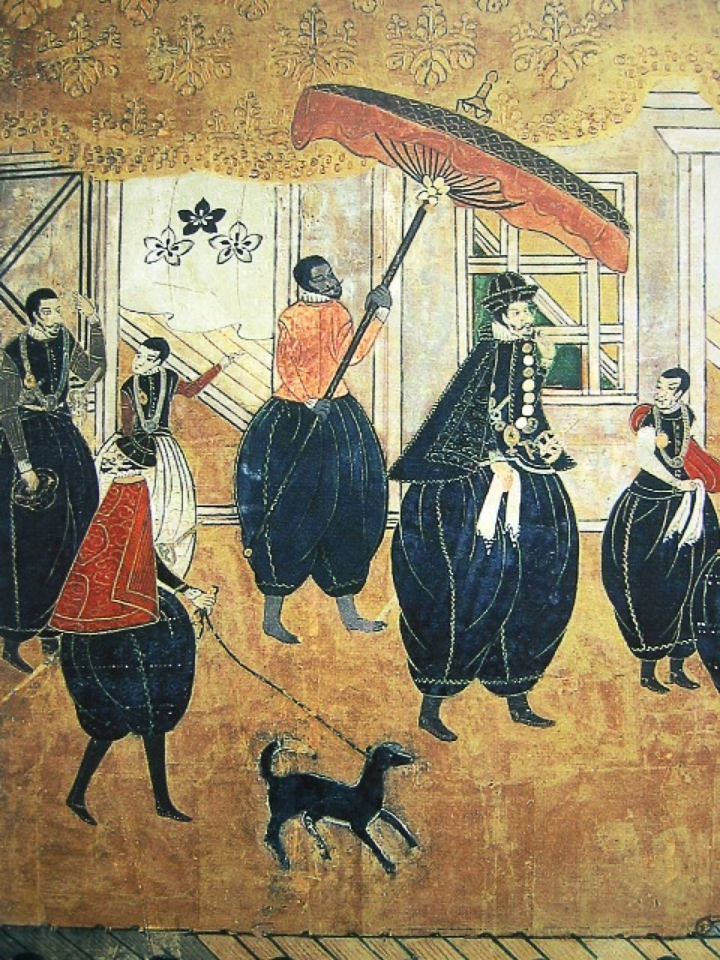
Pintura japonesa que representa un grupo de portugueses, entre los que se encuentra un sirviente negro.

No hay consenso entre historiadores y especialistas en estudios japoneses, tanto en Occidente como en Asia, sobre el estatus de samurái que Yasuke pudo alcanzar durante su vida. Yasuke ha estado presente en la cultura japonesa moderna, reinterpretado en mangas, animes, videojuegos y libros infantiles.

## Biografía
A mediados del siglo XVI, los japoneses comenzaron a tener el primer contacto de su historia con personas provenientes de África, ya que algunos de estos llegaron al país junto con los misioneros jesuitas portugueses que eran sus amos. 
Yasuke fue un joven esclavo, probablemente procedente de Mozambique, aunque el historiador Jean Crasset sugiere que realmente fue comprado por los portugueses en un puerto de la India antes de viajar a Japón, por lo que su origen sería imposible de determinar. Sirvió como sirviente del grupo de jesuitas del italiano Alessandro Valignano al momento de llegar a Japón. Se desconoce su verdadero nombre, fecha de nacimiento, estructura familiar, lugar de nacimiento, origen étnico e idioma nativo. En una carta de 1581 del jesuita Lourenço Mexia y un relato de 1627 de François Solier se refieren a Yasuke como un Cafre (en árabe: kāfir (كافر)), un termino despectivo usado para referirse a tribus no bantúes del sur de África. Solier también se refirió a Yasuke como un more, lo que se interpreta como moro, por lo que algunos historiadores han sugerido que Yasuke era musulmán.
En 1579 llegó a Japón. En 1581, Valignano y Yasuke viajaron a la capital para una reunión con Oda Nobunaga, un poderoso daimyō del período Sengoku y de inicios del período Azuchi-Momoyama, para hablar sobre la situación de los misioneros católicos en el lugar. Nobunaga pidió que Yasuke fuera desvestido hasta la cintura y frotado para cerciorarse personalmente de que su tono de piel "negro como el carbón" era natural, pues creía que lo habían pintado así por diversión. Tras quitarse las dudas, le pidió a Valignano que se lo entregara. Nobunaga le dio el nombre de Yasuke y lo nombró asistente personal y soldado de su ejército. Se le entregó una casa y el derecho a usar espadas.
El manuscrito Shinchō kōki asegura que Yasuke tenía 26 o 27 años cuando conoció a Nabunaga.
El jesuita Luís Fróis escribió que mientras estaba en la capital, estalló un tumulto entre los habitantes locales que luchaban entre ellos para ver a Yasuke, derribando la puerta de una residencia jesuita en el proceso y que terminó con varios muertos y heridos. Según un registro de la época, Yasuke habría medido 1,82 m (6′ 0″), muy por encima del promedio de la isla. El padre Lourenço Mexía, en un carta fechada el 8 de octubre de 1581, contó que a Nobunaga le gustaba caminar por la ciudad junto a Yasuke y mostrarlo a la gente, surgiendo entre el pueblo llano la creencia de que le había dado un rango mucho más alto del que realmente tenía.
Yasuke estuvo presente y peleó por su señor durante el incidente de Honnō-ji, el 21 de junio de 1582, donde Nobunaga murió traicionado por uno de sus principales generales de nombre Akechi Mitsuhide. Tras ser apresado, el usurpador Mitsuhide dijo de Yasuke que se comportaba como un animal y que no era japonés, así que ordenó devolverlo a los jesuitas. La última mención existente de Yasuke proviene del diario de Luis Fróis, quien, cinco meses después del incidente de Honnō-ji, escribió que Yasuke estaba vivo. No se tienen más registro de su vida después de esto.

## Posibles representaciones de Yasuke
De manera oficial, no existen retratos de Yasuke hechos en la época, pero hay tres piezas artísticas que se ha teorizado que lo muestran.
El Sumō Yūrakuzu Byōbu (相撲遊楽図屏風), dibujado en 1605 por un artista anónimo, representa a un hombre de piel negra luchando junto a un japonés en presencia de un samurái o daimio haciendo de gyōji (referí). Existen varias teorías con respecto a la obra: algunos creen el samurái es Oda Nobunaga, mientras que el hombre de piel negra que lucha es Yasuke y el luchador de apariencia más oriental sería otro vasallo querido de Oda.
Un estuche de tinta suzuri-bako de Rinpa de la década de 1590, representa a un hombre negro con ropa portuguesa de clase alta y dos espadas. Se ha teorizado que la figura es Yasuke, ya que se lo ve cargando espadas y es mostrado en pose dominante, sin ser subordinado al otro hombre portugués en la obra.
Un nanban pintando por Kanō Naizen, quien vivió en la isla en la misma época que Yasuke, presenta a un grupo de jesuitas frente a varios señores feudales de Japón, siendo acompañados de dos sirvientes negros. Se sospecha que, debido al momento y lugar en que habría sido pintado, la figura portuguesa principal del grupo se trataría de Alessandro Valignano. En consecuencia, es posible que uno de sus sirvientes se tratase de Yasuke.
|                                             |
| Detalle en el estuche de tinta suzuri-bako. |

|                                                                                              |
| Nanban pintando por Kanō Naizen. Nótese a los dos sirvientes negros en el extremo izquierdo. |

|                                |
| Detalle de Sumō Yūrakuzu Byōbu |

Ninguna de las teorías antes presentadas tienen bases sólidas. Por lo tanto, no es posible determinar con certeza si alguna de estas obras representa a Yasuke.La esclavitud estaba muy extendida en el mundo en esa época, y no era raro que africanos y otras personas negras llegaran a Japón junto a los misioneros jesuitas y otros visitantes. De hecho, existen varias pinturas de la época que muestra esto.

## En la cultura popular
El personaje principal del manga y anime Afro Samurai está parcialmente basado en Yasuke.
Yasuke es el protagonista de la novela histórica japonesa para niños Kuro-suke (くろ助), por Yoshio Kurusu (1916-2001) con ilustraciones de Genjirou Minoda, publicada en 1943. Esta presenta una versión novelada y positiva de la historia de Yasuke y de su relación con Nobunaga.
Uno de los dos protagonistas del videojuego de disparos Sci-Fi para PlayStation 2, Neo Contra, el samurái Genbei "Jaguar" Yagyu, está también inspirado en Yasuke.
Yasuke aparece en el videojuego Nioh producido por Koei Tecmo y publicado en 2017.
Yasuke aparece como personaje jugable en el videojuego Samurai Warriors 5, que se publicó el 24 de junio de 2021.
En el videojuego Guilty Gear Strive, el personaje Nagoriyuki está parcialmente inspirado en Yasuke.
Yasuke es el protagonista del anime homónimo de Netflix realizado en 2021 que consta de 6 capítulos, esta adaptación relata la historia del guerrero de manera reimaginada.
El 17 de febrero de 2023 durante la gala o también llamada "Noche Cero" del LXII Festival Internacional de la Canción de Viña del Mar el cantante Chileno de ascendencia Angoleña Polimá Westcoast apareció vestido con una armadura de samurái en homenaje a Yasuke.
El 7 de noviembre de 2023 fue anunciado como parte de la próxima entrega de Assassin's Creed. Finalmente, el 15 de mayo de 2024 se confirmó su presencia como uno de los protagonistas del juego Assassin’s Creed Shadows, ambientado en el país nipón.

## Nota
1. ↑  El historiador Thomas Lockley sugiere que Nobunaga pudo haber escuchado pronunciar que su nombre cristianizado era Isaac, por lo que lo llamó Yasuke (forma de transliterar su nombre al japonés), o que pudo haber aprendido que Yasuke era del pueblo Yao del norte de Mozambique y agregó suke, un nombre masculino japonés común, a su nombre, convirtiéndolo en Yaosuke (Yasuke). En 2013, un programa de televisión japonés titulado Sekai Fushigi Hakken! (世界ふしぎ発見!, "¡Descubrimiento de los misterios del mundo!") sugirió que Yasuke era un makua llamado Yasue. Sin embargo, estas son sus especulaciones y no tienen fundamento.